# الصندوق الوطني للاستثمار والبنية التحتية
الصندوق الوطني للاستثمار والبنية التحتية (NIIF) هو أول صندوق للثروة السيادية في الهند تم إنشاؤه بواسطة حكومة الهند في فبراير 2015. كان الهدف من إنشاء هذا الصندوق هو زيادة التأثير الاقتصادي إلى حد كبير من خلال الاستثمار في البنية التحتية في مشاريع قابلة للتطبيق التجاري، كل من جرين فيلد وبراون فيلد.
في ميزانية الاتحاد 2015-16 ، أعلن وزير المالية الهندي، آرون جايتلي عن إنشاء الصندوق الوطني للاستثمار والبنية التحتية. لقد تم اقتراحه ليتم إنشاؤه كصندوق استثمار بديل لتوفير رأس مال طويل الأجل لمشروعات البنية التحتية مع تدفق قيمته روبية. 20,000 كرور من حكومة الهند. تمت الموافقة على الصندوق في أغسطس 2015 من قبل وزارة الشؤون الاقتصادية. تم عقد الاجتماع الأول لمجلس الإدارة في ديسمبر 2015 ، والذي تم تسجيله لدى مجلس الأوراق المالية والبورصة في الهند (SEBI) كصندوق استثمار بديل من الفئة الثانية. في يونيو 2016 ، أعلنت وزارة المالية عن تعيين السيد سيوجي بوس كرئيس تنفيذي للصندوق الوطني للاستثمار والبنية التحتية (NIIF) الذي كان آنذاك مديرًا في البنية التحتية والموارد الطبيعية، مؤسسة التمويل الدولية (IFC).
اعتبارًا من سبتمبر 2018 ، كان صندوق الاستثمار الوطني يدير أموالًا تتجاوز قيمتها 3.4 مليار دولار أمريكي.

## أموال
يدير ثلاثة صناديق: الصندوق الرئيسي، صندوق الصناديق والصندوق الاستراتيجي. تم إنشاء الصناديق للقيام باستثمارات في البنية التحتية في الهند من خلال زيادة رأس المال من المستثمرين المحليين والدوليين.

### صندوق ماستر
هو صندوق للبنية التحتية يهدف بشكل أساسي إلى الاستثمار في الأصول التشغيلية في قطاعات البنية التحتية الأساسية مثل الطرق والموانئ والمطارات والطاقة وغيرها 

### صندوق الصناديق
يرتكز صندوق الصناديق و / أو يستثمر في الصناديق التي يديرها مديرو الصناديق الذين لديهم سجلات جيدة في البنية التحتية والقطاعات المرتبطة بها في الهند. بعض قطاعات التركيز تشمل البنية التحتية الخضراء والإسكان المتوسط الدخل وأسعار معقولة وخدمات البنية التحتية والقطاعات المرتبطة بها.

### صندوق الاستثمار الاستراتيجي
تم تسجيل صندوق الاستثمار الاستراتيجي كصندوق استثمار بديل II تحت مجلس الأوراق المالية والبورصة في الهند (SEBI) في الهند. الهدف من الصندوق الوطني للاستثمار والبنية التحتية 2 («الصندوق الاستراتيجي») هو الاستثمار إلى حد كبير في الصكوك المرتبطة بالأسهم والأسهم. سيركز الصندوق الاستراتيجي على الاستثمارات في الحقول الخضراء والحقول البنية في قطاعات البنية التحتية الأساسية.

## المستثمرون في الصندوق
في أكتوبر 2017 ، وقع الص أول اتفاقية استثمار بقيمة مليار دولار مع هيئة أبوظبي للاستثمار (ADIA). بعد اتفاقية الشراكة هذه، أصبحت هيئة أبوظبي للاستثمار أول مستثمر مؤسسي دولي في صندوق ماستر للصندوق ومساهم في الصندوق الوطني للاستثمار والبنية التحتية إلى جانب حكومة الهند التي أصبحت مساهمًا بنسبة 49٪. يساهم المستثمرون المؤسسيون المحليون (DIIs) مثل مجموعة اتش دي اف سي و بنك أي سي أي سي أي و كوتاك ماهندرا لتأمين على الحياة وأكسيس بنك في صندوق ماستر الخاص بـ الصندوق الوطني للاستثمار والبنية التحتية.
في يونيو 2018 ، أعلن بنك الاستثمار الآسيوي للبنية التحتية عن استثمار 200 مليون دولار في صندوق صناديق الاستثمار. وافق مجلس إدارة بنك الاستثمار الإسلامي على استثمار 100 مليون دولار حتى الآن و 100 مليون دولار في مرحلة لاحقة.